# Amy Winters
Amy Louise Winters (Kempsey, 19 de marzo de 1978) es una atleta paralímpica australiana. Ganó siete medallas en tres Juegos Paralímpicos, incluidas cinco medallas de oro.

## Carrera

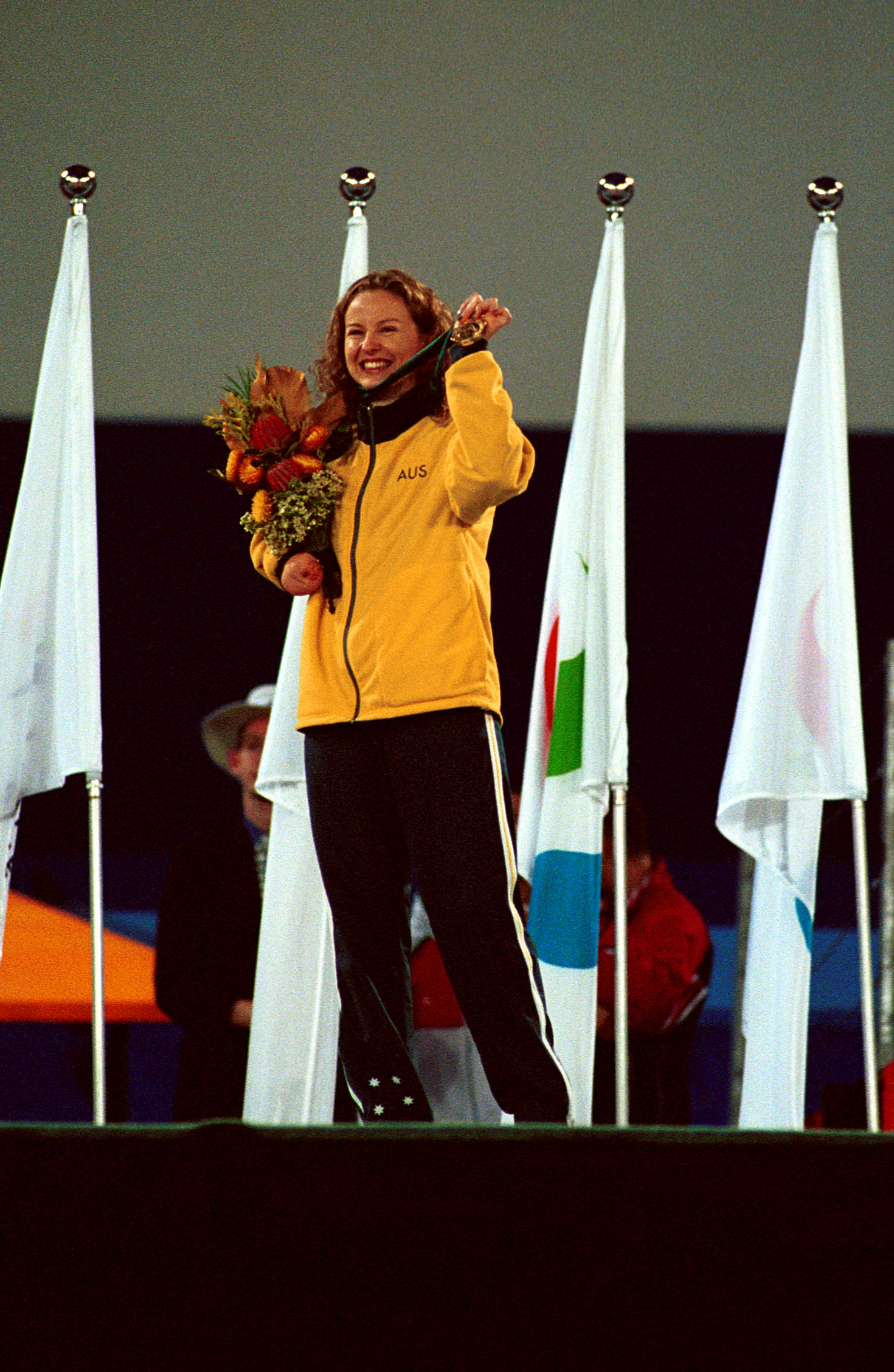
Winters celebra una de sus dos medallas de oro en los Juegos Paralímpicos de Verano 2000

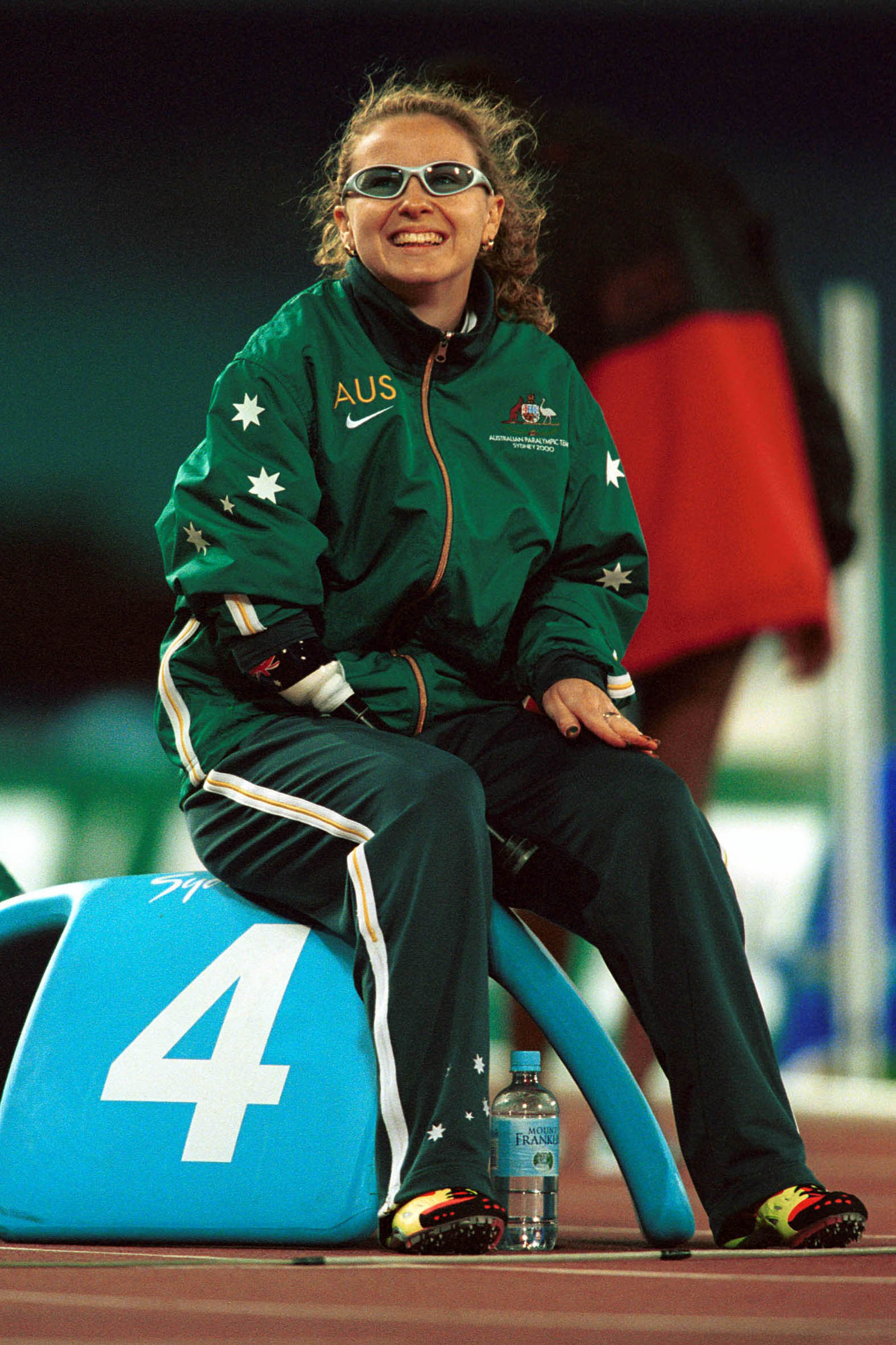
Antes de la carrera en los Juegos Paralímpicos de Verano 2000

Nació sin la parte inferior de su brazo derecho. Tiene dos hermanas mayores. Nació en Kempsey, Nueva Gales del Sur y asistió a la secundaria Kempsey. 
Mientras vivía en su ciudad natal, fue entrenada por Lloyd Smith. En el Campeonato Mundial de Atletismo IPC de 1994 en Berlín, ganó medallas de plata en los eventos T45-46 de salto de longitud y 100 m femenino. 
Al terminar la escuela en 1995, se mudó a Coffs Harbour para entrenar con Glenn Thacker antes de mudarse a Canberra para entrenar con Chris Nunn previo a los Juegos de Atlanta. 
Debutó como atleta paralímpica a los 18 años en los Juegos de Atlanta de 1996. Ganó una medalla de oro en el evento T42-46 200 m femenino, por el cual recibió una Medalla de la Orden de Australia, y una medalla de bronce en el evento T42-46 100 m femenino. Después de los Juegos de Atlanta, trabajó brevemente con el Kempsey Shire Council antes de mudarse a Sídney, donde le ofrecieron un trabajo con Westpac. Su labor más tarde se incluyó en el Programa de Empleo Paralímpico para atletas de élite con discapacidad. Una vez que se mudó a Sídney, fue entrenada por Col Wright.
En el Campeonato Mundial de Atletismo IPC de 1998 en Birmingham, ganó medallas de oro en los eventos T46 de 100 m y 200 m femeninos. [cita requerida]
En los Juegos de Sídney 2000, ganó dos medallas de oro en los eventos T46 de 100 m y T46 de 200 m, y una medalla de bronce en el evento T46 de 400 m. Se sintió bajo una enorme presión al ingresar a los juegos debido a ser la titular de los 200 metros en Atlanta. Ella dijo "Sentí mucha presión, pero la mayor presión que sentí fue la presión que me puse a mí misma.
A finales de 2001, decidió tomarse un tiempo fuera del deporte. Reanudó el entrenamiento a fines de 2002, esta vez entrenando con Fira Dvoskina en Sídney. En el período previo a los Juegos de Atenas, fue becaria del Instituto Australiano de Deportes y fue entrenada por Iryna Dvoskina. En los Juegos de Atenas 2004, ganó dos medallas de oro más en los eventos T46 de 100 m y 200 m. Ganar la medalla de oro de 200 metros en Atenas la convirtió en la primera paralímpica en Australia en ganar tres títulos consecutivos. En 2005, se retiró de competencia.

## Vida personal
Winters y su esposo, Sean, tuvieron a su primer hijo, Tom, en enero de 2010 y le dieron la bienvenida a su segundo hijo, Sam, en octubre de 2013. Trabajando para el Comité Paralímpico Australiano desde 2005 como Oficial de Desarrollo y luego como Gerente de Educación, ayudó a crear tanto el Programa de Búsqueda de Talento Paralímpico como el Programa de Educación Paralímpica. En 2008, se convirtió en Gerente de Marketing y Patrocinio y viajó a Beijing y Londres, en estrecha colaboración con los patrocinadores de APC. Comentó las competiciones de atletismo para ABC tanto en los Juegos Paralímpicos de Beijing 2008 como en el Campeonato Mundial de Atletismo Christchurch IPC 2011. 
El 24 de julio de 2012, fue incluida en el Salón de Campeones de Nueva Gales del Sur en el Sydney Olympic Park Sports Center.

## Reconocimientos
- 1996 - Orden de Australia[5]
- 1998 - Capitana del equipo de atletismo australiano "Equipo del año", Premios Paralímpicos del año
- 1999 - Atleta del año (AWD), Sport NSW Annual Awards
- 2000 - Subcapitana, Equipo Paralímpico Australiano, Juegos Paralímpicos de Sídney 2000
- 2000 - Medalla Deportiva Australiana[11]
- 2004 - ACT Estrella deportiva del año (septiembre)
- 2004 - Atleta femenina del año, premios paralímpicos anuales
- 2005 - Atleta Femenina del Año (AWD), Premios Atleta del Año de Australia
- 2009 - incluida en el Little Athletics Roll of Excellence[12]
- 2012 - incluida en el Salón de Campeones de Nueva Gales del Sur[13]
- 2014 - incluida en la Ruta de Campeones del Centro Olímpico del Sydney Olympic Park[14]